# تب شطرنج
تب شطرنج (روسی: Шахматная горячка) یک فیلم صامت کمدی سینمای اتحاد جماهیر شوروی به کارگردانی وسوالد پودوفکین است که در سال ۱۹۲۵ منتشر شد.

## بازیگران
- خوزه رائول کاپابلانکا – the World Champion
- Vladimir Fogel – the boy
- Anna Zemtsova – the girl
- Natalya Glan
- Zakhar Darevsky
- فرانک مارشال – himself (cameo)
- Richard Réti – himself (cameo)
- Frederick Yates – himself (cameo)
- Ernst Grünfeld – himself (cameo)
- میخائیل ژاروف – house painter
- Anatoli Ktorov – tram passenger
- یاکوف پروتازانوف – chemist
- یولی رائیزمان – chemist's assistant
- Ivan Koval-Samborsky – policeman
- Konstantin Eggert
- فدور اوزپ – game spectator (در عنوان بندی نیامده)
- Sergei Komarov – grandfather (در عنوان بندی نیامده)